# Paskalya çöreği

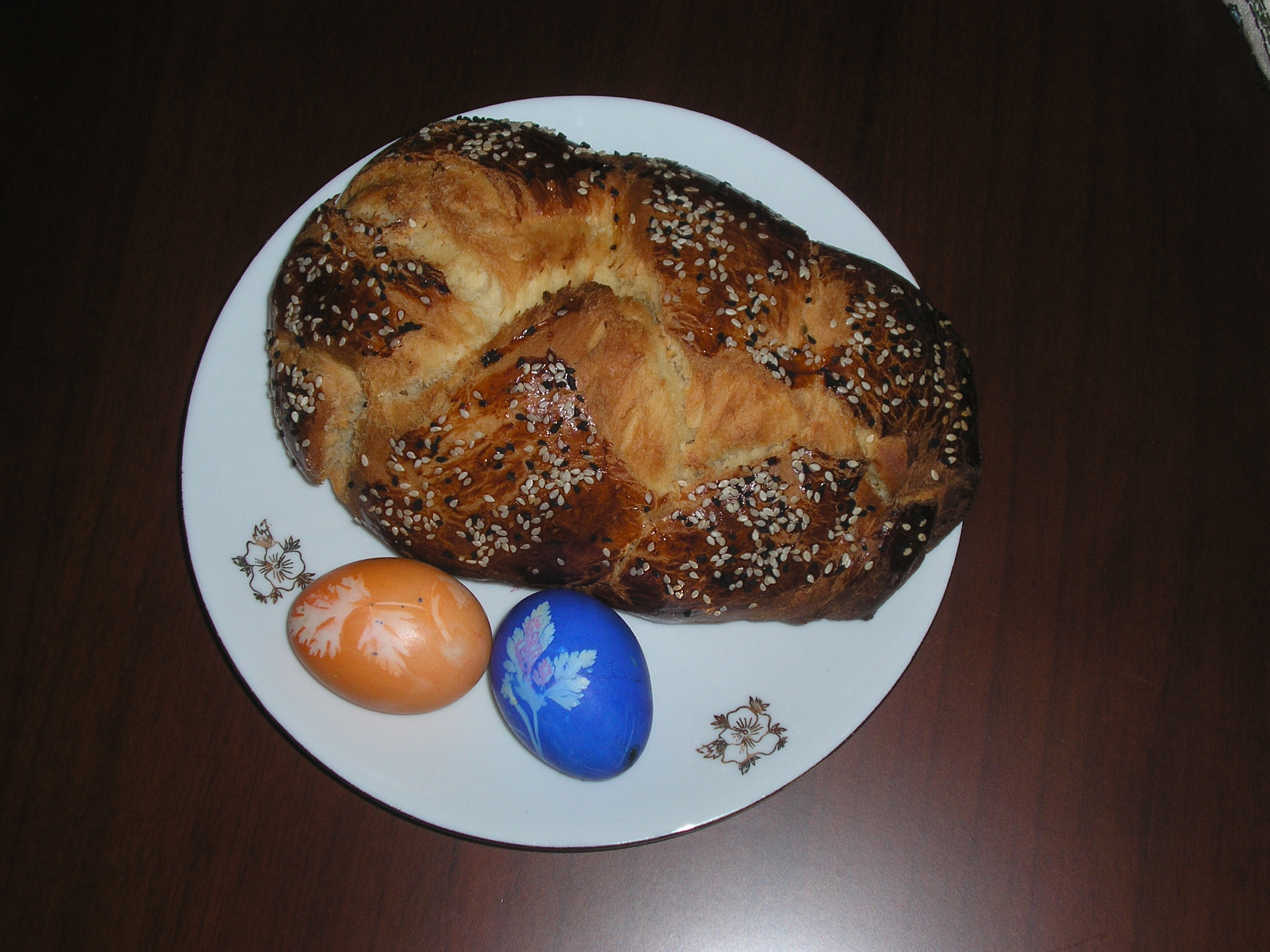
Paskalya çöreği de Turquía, con huevos pintados de Pascua al lado.

Paskalya çöreği es un tipo de bollo o çörek de la gastronomía turca.

## Nombre
Paskalya çöreği literalmente significa "bollo de pascua" y tradicionalmente se preparaba y se comía en fiestas de "yortu" (pascua en idioma turco). Actualmente es un çörek de consumo más común y se encuentra en las panaderías y pastelerías turcas durante todo el año. Las comunidades cristianas en Turquía lo conocen con su nombre original en turco y los consumen durante las festividades. En la cocina griega un bollo parecido se llama "Χριστόψωμο" (Hristopsomo), aunque se consume en fiestas de Navidad.

## Ingredientes
Se hace al horno con harina, leche, levadura, mantequilla o aceite de cocinar, huevos, vainilla  etc. Se adorna con filetes de almendras tostadas. Tal como el ay çöreği, paskalya çöreği también lleva mahaleb pero no tiene un relleno. Se presenta en una forma de trenzas sobrepuestas.